# Thăng Bình (Quảng Nam)
Thăng Bình is een bergachtig district in de Vietnamese provincie Quảng Nam. De hoofdplaats van Thăng Bình is thị trấn Hà Lam.

## Geografie en topografie
Thăng Bình ligt in het oosten van Quảng Nam. In het oosten ligt de Zuid-Chinese Zee. In het noorden grenst Thăng Bình aan de huyện Quế Sơn en aan Duy Xuyên. In het zuiden grenst Thăng Bình aan de huyện Tiên Phước, Phú Ninh en de Thành phố Tam Kỳ. In het westen grenst Thăng Bình aan de huyện Hiệp Đức.

### Rivieren
Door Thăng Bình stromen een aantal rivieren, zoals de Trường Giang. Deze rivier stroomt van het estuarium van de Hội An naar het estuarium van de Trường Giang in de stad Tam Kỳ in het zuiden van de provincie.

### Administratieve eenheden
Thăng Bình is onderverdeeld in een thị trấn en eenentwintig xã's.
- Thị trấn Hà Lam
- Xã Bình An
- Xã Bình Chánh
- Xã Bình Đào
- Xã Bình Định Bắc
- Xã Bình Định Nam
- Xã Bình Dương
- Xã Bình Giang
- Xã Bình Hải
- Xã Bình Lãnh
- Xã Bình Minh
- Xã Bình Nam
- Xã Bình Nguyên
- Xã Bình Phú
- Xã Bình Phục
- Xã Bình Quế
- Xã Bình Quý
- Xã Bình Sa
- Xã Bình Trị
- Xã Bình Triều
- Xã Bình Trung
- Xã Bình Tú

## Verkeer en vervoer
Een van de belangrijkste verkeersaders is de Quốc lộ 1A. Deze weg verbindt Lạng Sơn met Cà Mau. Deze weg is gebouwd in 1930 door de Franse kolonisator. De weg volgt voor een groot gedeelte de route van de AH1. Deze Aziatische weg is de langste Aziatische weg en gaat van Tokio in Japan via verschillende landen, waaronder de Volksrepubliek China en Vietnam, naar Turkije. De weg eindigt bij de grens met Bulgarije en gaat vervolgens verder als de Europese weg 80. Ook de Quốc lộ 14E is een belangrijke verkeersader in Thăng Bình. Deze ruim 70 kilometer lange weg verbindt de Quốc lộ 14 in het westeen van Quảng Nam met de Quốc lộ 1A in Thăng Bình.
Ook de Spoorlijn Hanoi - Ho Chi Minhstad gaat door Thăng Bình. Deze gaat van zuid naar noord door de xã's Bình An, Bình Quế, Bình Trung, Bình Chánh en Bình Quý. In Bình Quý staat een spoorwegstation, te weten Station Phú Cang